# Bâtiment situé 22 Obilićev venac à Niš
Le bâtiment situé 22 Obilićev venac à Niš (en serbe cyrillique : Зграда у ул. Обилићев венац бр. 22 у Нишу ; en serbe latin : Zgrada u ul. Obilićev venac br. 22 u Nišu) se trouve à Niš, dans la municipalité de Medijana et dans le district de Nišava, en Serbie. Elle est inscrite sur la liste des monuments culturels protégés de la république de Serbie (identifiant no SK 2087),.

## Présentation
Le bâtiment, situé 22 Obilićev venac, a été construit vers 1896 pour le marchand Milorad Nikolić.
Il est constitué d'un rez-de-chaussée, d'un étage et d'un toit mansardé. La décoration de la façade est caractéristique de la fin du XIXe siècle ; tous les éléments et détails de la menuiserie ont été conservés, ainsi qu'une vitrine et un portail en bois. Le toit mansardé est orné de deux lucarnes cintrées entourées de moulures, tandis que la corniche est décorée de six têtes de lion.